# Karol Beffa
Pour les articles homonymes, voir Beffa.
Karol Beffa, né le 27 octobre 1973 à Paris, est un compositeur, pianiste et universitaire franco-suisse.

## Parcours

### Jeunesse et formation
Fils de la linguiste et ethnologue franco-suisse Marie-Lise Beffa et du linguiste et logicien français d'origine polonaise Richard Zuber,, il est le neveu de Jean-Louis Beffa, PDG du groupe industriel Saint-Gobain de 1986 à 2007 et ancien président de l'Association pour le rayonnement de l'opéra de Paris.
Il est enfant acteur dans une quinzaine de films. Il interprète notamment le jeune Mozart dans le téléfilm Mozart de Marcel Bluwal. Il joue également au Théâtre de l'Odéon sous la direction de Giorgio Strehler, et fait deux grandes tournées (Liberté à Brême, de Fassbinder, mis en scène par Jean-Louis Hourdin ; Grand-Père, de Remo Forlani, mis en scène par Michel Fagadau).
À partir de 5 ans, il entre au Conservatoire du 5e arrondissement de Paris ; il y étudie le piano, la flûte à bec, le saxophone, ainsi que l'harmonie, la musique de chambre, le jazz, l'écriture et le contrepoint. Il entre ensuite au Conservatoire national supérieur de musique et de danse de Paris (CNSMP) à quatorze ans, en 1988. Il obtient huit diplômes de premiers prix : harmonie, contrepoint, fugue, musique du XXe siècle, orchestration, analyse, accompagnement vocal, improvisation au piano.
Ayant mis entre parenthèses son cursus musical, après un parcours d'étude à l'ENS et à l'ENSAE, il se représente au CNSMDP. Comme il l'explique lui-même : « En terminale, j'avais été reçu au Conservatoire national supérieur de musique en classe d'harmonie. Bien sûr, depuis ce temps, j'avais perdu le bénéfice de l'admission mais je me suis représenté et j'ai été reçu à nouveau. À ma sortie de l'ENSAE, j'ai donc suivi un cursus plutôt atypique : CNSMDP, agrégation puis DEA de musicologie ».
Il est reçu premier ex æquo au concours B/L (lettres et sciences sociales) de l'École normale supérieure en 1993. Il obtient une licence d'histoire, une licence de philosophie, une licence et une maîtrise d'anglais. Il est également reçu premier à l'agrégation de musique en 1996. Il est diplômé du diplôme d'ingénieur statisticien de l'ENSAE et suit des cours comme visiting student en économie de l'Université de Cambridge dans un Master of Philosophy, Mphil, en économie au sein de Trinity College. Il a également été visiting student en Allemagne. Il obtient en 2003 un doctorat en musicologie de l'EHESS en soutenant une thèse de doctorat portant sur les Études pour piano de György Ligeti. En novembre 2015, il soutient une habilitation à diriger des recherches.

### Carrière de musicien
Improvisateur, il accompagne depuis longtemps des lectures de textes et des films muets. Il s'est déjà produit en compagnie de Daniel Pennac, Toni Morrison, Anne Consigny, Michael Lonsdale, Nicolas Vaude, Elsa Lepoivre, Daniel Mesguich, Raphaël Enthoven, Pierre Jourde, Natacha Régnier, Thibault de Montalembert, Charles Berling, Les Livreurs Lecteurs sonores… Karol Beffa a joué et enregistré avec des musiciens de jazz : Barre Phillips, Baptiste Herbin, Raphaël Imbert et Vincent Lê Quang. En décembre 2014, il est le premier pianiste au monde à avoir accompagné l'intégralité (performance de plus de six heures) de la version restaurée des Misérables d'Henri Fescourt. En novembre 2019, il est aussi le premier pianiste au monde à improviser en ciné-concert à la Seine musicale. En 2019, il est sollicité pour improviser la musique du film muet Paris qui dort, de René Clair (1925) qui figure sur le DVD Pathé.
En 2000, il est sélectionné pour représenter la France à la Biennale des Jeunes Artistes de Turin.
En 2002, il est le plus jeune compositeur français joué au festival Présences.
En mars 2006, l'orchestre de Pau, sous la direction de Fayçal Karoui, crée La Nef des fous. C'est la première fois en France qu'une souscription est lancée auprès du public pour passer commande à un compositeur.
Entre 2006 et 2009, il est compositeur en résidence auprès de l’Orchestre national de Toulouse. À cette occasion, il compose Paradis artificiels, pour orchestre bois par trois, un premier Concerto pour violon, créé par Renaud Capuçon et commandé à son instigation, et un premier Concerto pour piano créé par Boris Berezovsky et commandé à son instigation.

### Enseignement
Parallèlement à ses activités de musicien, il mène une carrière universitaire. Il enseigne à l'université Paris-IV (1998-2003) puis à l'École polytechnique (2003-2009) et il est maître de conférences à l'ENS depuis 2004.
Pour l'année académique 2012/2013, sur la proposition du mathématicien Pierre-Louis Lions, le Collège de France l'a élu à la chaire annuelle de création artistique. Depuis que cette chaire existe, il en est le plus jeune titulaire,.
À cette occasion, il invite le pianiste et compositeur Jérôme Ducros à participer à son séminaire. Intitulée « L'atonalisme. Et après ? », la conférence de Jérôme Ducros déplaît fortement au compositeur Pascal Dusapin qui le fait savoir en publiant une lettre ouverte au prix Nobel de physique Serge Haroche, alors administrateur du Collège de France. Serge Haroche juge inutile de répondre. Dans « Modernisme, fin de partie ? », un article de la revue Le Débat, l'historien Pascal Ory analyse la polémique qui a suivi l'« affaire Ducros »

## À propos de sa musique
La musique de Karol Beffa peut aller vers deux directions clairement définies, que le compositeur associe de plus au plus au sein d'une même pièce : « un pôle contemplatif, extatique, au rythme harmonique souvent très lent (musique de couleurs et de textures), et un pôle dynamique, d’une extrême nervosité, où la musique prend souvent la forme d’un mouvement perpétuel (musique du rythme et de l’énergie) ». Beffa appelle ces deux pôles « clouds » et « clocks », en référence à la pièce Clocks and Clouds de Ligeti. Ce dernier est, avec Henri Dutilleux, la plus grande influence de Beffa.
Dans son œuvre, Karol Beffa met fréquemment en musique des poètes : Ronsard (Je n'ai plus que les os…), Clément Marot (À une médisante, dans Babel), Virgile (Fragments de l'Enéide), la poétesse chinoise Li Qingzhao (Fragments of China), la poétesse polonaise Maria Konopnicka (Zmarzlak), Marceline Desbordes-Valmore (Cher petit oreiller), Apollinaire (Deux Poèmes de Guillaume Apollinaire), Jean de la Croix (Nuit mystique), Gustavo Adolfo Bécquer (Mes heures de fièvre), Louise Labé (Je vis, je meurs…), La Fontaine (Le Lion et le Rat), Nerval (Tombeau), Hugo (La Source), Henri de Régnier (Le Miroir des heures), Rimbaud (Le Bateau ivre), Lord Byron (On the Dust I love, Tombeau), Nietzsche (Héraclitéisme), Paul Verlaine (Le piano que baise une main frêle…), Jean-Jacques Rousseau ("Enfant de l’art, enfant de la nature"), et surtout Charles Baudelaire (La Vie antérieure, Le Port, De cartes et d’estampes…, Tel un serpent qui danse).
Certaines de ses pièces trouvent leur origine dans la littérature et s’inspirent de poésie persane, de Mishima (Le Pavillon d’or), de Kafka (Dédale, Amerika, Le Château), de John Milton (Paradise Lost), de Jorge Luis Borges (Les Ruines circulaires), de Michel Tournier (Les Météores) ou encore de Kazuo Ishiguro (A Floating World). Il a également collaboré avec des auteurs contemporains comme Daniel Pennac, Minh Tran Huy, Hédi Kaddour, Susie Morgenstern, Michel Deguy, etc.
Il s'inspire également de musiques actuelles (jazz, pop, funk, techno, country…) dans plus plusieurs de ses œuvres : La Vie antérieure, son Premier concerto pour piano, de nombreuses pièces de musique de chambre (Blow up, Destroy, Manhattan, Harlem, Subway…).
Par ailleurs, Beffa a été amené à collaborer avec des chorégraphes (Julien Lestel, Nicolas Le Riche, Nada Kano) et plusieurs cinéastes (Stéphane Breton, Jean-Xavier de Lestrade, David Teboul, Mehdi Ben Attia, etc.).
En tant que pianiste, Beffa interprète peu ses propres œuvres ou celles des autres. Il est surtout improvisateur, accompagnant des films muets, des lectures de textes, ou improvisant librement à partir de thèmes donnés par le public. Il accompagne aussi régulièrement des chanteurs et des instrumentistes en récital.

## Controverses
Lorsque Karol Beffa fait référence à la classe d'improvisation du Conservatoire de Paris comme lieu d'une alternative à l'improvisation générative, il ne fait aucune mention de l'un des fondateurs de la classe, le pianiste Jean-François Zygel (avec Thierry Escaich et Loïc Mallié). Le dernier chapitre du même livre (Parler, composer, jouer) est l'occasion pour lui de lancer une petite pique à Zygel, que Beffa a par ailleurs décrit comme un « personnage insupportable de prétention et de vanité » : « pour certains, l'existence d'un seul de ces paramètres [harmonie, thématisme, pulsation] suffit à faire pencher la balance du côté du pôle tonal. Cette dernière attitude n'est pas sans poser problème : par exemple, lorsque Jean-François Zygel va jusqu'à qualifier de 'tonal' un compositeur comme Webern sous prétexte qu'il n'a jamais aboli le sentiment de pulsation ». Le différend entre les deux improvisateurs semble ancien, K. Beffa imputant son exclusion de l'ensemble Phoenix à son ancien professeur : « Il se trouve que Jean-François Zygel a prétexté du fait que je n’avais pas payé ma cotisation – ce qui était faux – pour selon des oukazes dont il est assez familier chercher à m’exclure du groupe. De toute façon le groupe s’est dissout de lui-même, l’une des raisons étant que J-F Zygel qui le dirigeait était incapable d’écrire la moindre note de musique ». Malgré ces tensions latentes, nous pouvons noter une certaine proximité quant à leur style d'improvisation. Néanmoins, la production compositionelle d'un Beffa est bien plus importante que celle du professeur d'improvisation du CNSMDP.
D'autre part, à la suite de la conférence « L'atonalisme, et après ? » donnée par Jérôme Ducros dans le cadre de la chaire de création artistique détenue alors par Karol Beffa, certaines réactions vives ont surgi de la part de l'avant-garde musicale, notamment de la part de Pascal Dusapin. Le pianiste y fustigeait la musique atonale comme étant grossièrement opposée aux lois naturelles de la musique en n'hésitant pas à faire de nombreux raccourcis et à prendre des exemples caricaturaux détachés de tout contexte : c'est en tout cas ce qu'en pense le compositeur Philippe Manoury. Pascal Dusapin s'est plaint au directeur du Collège de France, sans succès. Le maître de conférence à l'Ecole Normale Supérieure ne s'est pas fait prier pour commenter sa réaction : « le texte de Dusapin ne dépasse pas le niveau d’un élève de terminale. La vérité, c’est que les gens de la génération de Dusapin et de Manoury se sentent dépassés. Les jeunes ne veulent pas écrire leur musique – et ne veulent pas non plus écrire celle de leurs grands-pères. Nous assistons aux derniers feux d’une avant-garde qui avançait par une audace convenue, et qui ne peut plus aller plus loin. » C'est alors qu'a suivi un article de P. Manoury publié sur son blog au sujet duquel le normalien s'est écrié « Il a dû avoir honte de la nullité intellectuelle de la lettre de Dusapin, et il a voulu écrire quelque chose de plus structuré ».

## Œuvre
Une partie des partitions des œuvres de Karol Beffa est éditée par les Éditions Billaudot.

## Discographie

### En tant qu'interprète
- 2008 : Improvisations, Intrada improvisations en piano solo, enregistré en public à l'IRCAM
- 2008 : Masques, Mirages, avec Johan Farjot, Triton
- 2011 : Songs, Ensemble Contraste, Contraste/Naïve
- 2013 : Bach transcriptions, Ensemble Contraste, La dolce volta
- 2013 : Alcools, suivi de Le Bestiaire, improvisations par Karol Beffa (Apollinaire lu par Bernard Métraux), Gallimard
- 2014 : Miroir(s), par Karol Beffa, Johan Farjot, Raphaël Imbert et Arnaud Thorette, Naïve arrangements de Purcell, Bach, Mozart, Erik Satie, Karol Beffa, Johan Farjot, Raphaël Imbert
- 2015 : Libres, par Karol Beffa et Raphaël Imbert, JazzVillage/Harmonia Mundi
- 2015 : Into the Dark : Concerto pour alto, Concerto pour harpe, Nuit obscure, Dédale, avec Johan Farjot, Arnaud Thorette, Karine Deshayes, Emmanuel Ceysson, Aparte[25],[26]
- 2016 : Blackstone : Concerto pour mandoline dédié à Julien Martineau, création avec l'Orchestre national du Capitole de Toulouse
- 2016 : Tous en cœur, ensemble Contraste
- 2016 : Blow Up, musique de chambre avec vents, Indesens avec également les interprétations de l'Orchestre de la Garde républicaine dir. par Sébastien Billard, Éric Aubier, Vincent Lucas, le quatuor Jean-Yves Fourmeau, l'ensemble Initium...
- 2017 : Le Roi qui n'aimait pas la musique : conte musical, texte de Mathieu Laine, par Patrick Bruel (récitant), Renaud Capuçon (violon), Edgar Moreau (violoncelle), Paul Meyer (clarinette) et Karol Beffa (piano), livre-disque Gallimard jeunesse
- 2018 : En Blanc et Noir, Indesens : improvisations au piano
- 2019 : De l'autre côté du miroir, Indesens : improvisations au piano
- 2020 : Tohu Bohu, Blow in, Indesens : par Karol Beffa (piano), Saxo Voce
- 2020 : Talisman, Destroy, Klarthe : par Karol Beffa (piano), Quatuor Renoir
- 2020 : Childhood, de Johan Farjot, Childhood 1, Klarthe : Karol Beffa
- 2023 : Rainbow, de Karol Beffa, Le Grand Numéro de Chanel, Tricatel : Karol Beffa et l'ensemble Contraste, dir. Johan Farjot
- 2023 : Tricatel Machine, Montées infinies, improvisation de Karol Beffa, par Karol Beffa, arrangement sous forme de remix par Bertrand Burgalat
- 2024 : Le Souffle des légendes, "Le Roi qui n'aimait pas la musique", version pour récitant, quatuor de saxophones et piano, par Charles Berling, Saxo Voce et Karol Beffa

### En tant que compositeur
Est noté le nom du disque, puis le nom des compositions de Karol Beffa apparaissant sur ce disque.
- 2005 : Inventions : Masques I et II, par Renaud et Gautier Capuçon, Virgin Classics
- 2006 : Dutilleux : Sonate – Beffa : 6 études, Voyelles pour piano, par Lorène de Ratuld, Ame Son
- 2006 : Debussy en miroir : Trois Études pour piano, par Dana Ciocarlie, Triton
- 2006 : Tenebrae : Metropolis, par Arnaud Thorette, et Johan Farjot, Accord/Universal
- 2008 : Masques : Les ombres qui passent, Mirages, Supplique, Manhattan, Masques 1 & 2, Milonga, ensemble Contraste et Karol Beffa, Triton
- 2008 : 'Duo Romain Leleu et Julien Le Pape' : Subway, par Romain Leleu et Julien Le Pape, Indesens
- 2008 : Après une lecture de Bach..., par Marina Chiche, Intrada
- 2008 : Anneleen Lenaerts : Éloge de l’ombre, par Anneleen Lenaerts, Egon Records
- 2009 : Bachianas et transcriptions : Erbarme dich, par David Bismuth, Ame Son
- 2010 : Fantasy : Buenos Aires, Feeling Brass quintet, Aparte
- 2011 : Oblivion : Orchestre des Jeunes du CRR de Paris - Lucia Barathova (violon solo) - Virgile Guglielmi (violon solo) - Xavier Delette (direction), Gérard Billaudot Éditeur
- 2012 : L’œil du Loup, un livre-disque Gallimard, avec l'Orchestre de chambre de Paris (texte de Daniel Pennac)
- 2013 : Ground IV : Feux d’artifice, par le Quatuor de clarinettes Vendôme, Indesens
- 2017 : For You : "Erbarme dich", par Alena Cherny, Sony Classical
- 2014 : Miroir(s) : Chinatown, "Je t'invoque", "Cathédrales", par Karol Beffa, Johan Farjot, Raphaël Imbert, Arnaud Thorette, Naive
- 2014 : [R]évolution : Suite pour piano, par Vanessa Benelli Mosell, Decca
- 2014 : Saxophone Conversations : Obsession, par Alicja Wolynczyk, DUX
- 2015 : Trumpet concertos : Concerto pour trompette et cordes, par Romain Leleu (trompette), Orchestre d’Auvergne, dir. Roberto Forés Veses, Aparte
- 2015 : French touch : Five o'clock, par le Klarthe Quintet, Klarthe
- 2015 : Into the Dark : Concerto pour alto, Concerto pour harpe, Dark, Nuit obscure, Dédale, Rainbow, avec Johan Farjot, Arnaud Thorette, Karine Deshayes, Emmanuel Ceysson et Karol Beffa, Aparte
- 2016 : Blow Up, musique de chambre avec vents, : Blow up, Éloge de l'ombre, Paysages d'ombres, Subway, Concerto pour trompette, Feux d'artifice, Indesens avec l'Orchestre de la Garde républicaine dir. par Sébastien Billard, Éric Aubier, Vincent Lucas, le quatuor Jean-Yves Fourmeau, l'ensemble Initium...
- 2017 : Itinérances musicales : Concerto pour trompette, par Guy Touvron, Ligia Digital
- 2017 : Plaza Mayor, par l’Orchestre Philharmonique Royal de Liège, dir. Johan Farjot. « Besame Mucho », Aparté
- 2017 : Pulse : Les Météores, par le quatuor Eclisses, Advitam Records
- 2017 : Le Roi qui n'aimait pas la musique : conte musical, texte de Mathieu Laine, par Patrick Bruel (récitant), Renaud Capuçon (violon), Edgar Moreau (violoncelle), Paul Meyer (clarinette) et Karol Beffa (piano), livre-disque Gallimard jeunesse
- 2018 : Crime : Fireworks pour quatuor de saxophones, par the Whoop Group, Sarton Records
- 2018 : Couleurs d'Amérique : Buenos Aires pour quintette de cuivres, par le quintette Or Notes Brass, Klarthe
- 2018 : Les Doudous lyriques : Dans le labyrinthe et L'Enfant dort pour chœur mixte a cappella, par le Chœur 43, OutHere
- 2018 : Douze Etudes : pour piano, par Tristan Pfaff
- 2019 : Les Maîtres Sorciers : Mémorial : pour orchestre d'harmonie, par la Musique des gardiens de la paix, dir. Gildas Harnois, Hafabra
- 2019 : A Kind of Wind, Obsession, Indesens : par Nicolas Prost (saxophone)
- 2020 : Tohu Bohu, Blow in, Indesens : par Karol Beffa (piano), Saxo Voce
- 2020 : Musique française pour harpe, violon et violoncelle, Soleil noir, La Ferme ! Records : par Trio Jenlis
- 2020 : Talisman, Les Ruines circulaires, Talisman, "Destroy", "Tenebrae", "Le Bateau ivre", Klarthe : par Orchestre national de France, Orchestre philharmonique de Radio France, Karol Beffa (piano), Quatuor Renoir
- 2021 : Call of Beauty, clarinette, cor et piano, Les Ombres errantes, Klarthe, par Julien Chabod (clarinette), Pierre Rémondière (cor) et Julien Gernay (piano)
- 2021 : Music for Four Musicians, pour deux pianos et deux percussions, Music for Four Musicians, Landr : par le quatuor Essor
- 2022 : Un Français à Rio, pour violon et piano, Un Français à Rio, Chronos Productions : par Grégoire Girard et César Birschner
- 2022 : Media Vita, De Profundis, Solstice, Sérénade d'hiver, Deux Poèmes de Guillaume Apollinaire, Les Cités de l'oubli, Media Vita, Nel mezzo del cammin, Rocking-Chair, Fragments of China, Self-Portrait, Klarthe : par Karol Beffa (piano), Jeanne Gérard (soprano), Arnaud Thorette (alto), Lionel Sow
- 2023 : Rainbow, pour piano et orchestre à cordes, sur le vinyle Le Grand Numéro de Chanel (choix de Bertrand Burgalat), label Tricatel : par Karol Beffa et l'ensemble Contraste, dir. Johan Farjot
- 2023 : Tabula rasa[27], pour violon et piano, Change, Cypres : par Elsa de Lacerda et Pierre Solot
- 2023 : Vortex, pour piano et orchestre, de Karol Beffa, Piano Campus : par Gabriel Durliat
- 2023 : Contes persans, Transcrits et racontés par Leili Anvar, Frémeaux : composition des virgules musicales
- 2023 : Tricatel Machine, Montées infinies, improvisation de Karol Beffa, par Karol Beffa, arrangement sous forme de remix par Bertrand Burgalat
- 2024 : Le Souffle des légendes, "Le Roi qui n'aimait pas la musique", version pour récitant, quatuor de saxophones et piano, par Charles Berling, Saxo Voce et Karol Beffa
- 2024 : All That Surroud Us, Énigme (Jean-Jacques Rousseau : "Enfant de l’art, enfant de la nature"),  "Le piano que baise une main frêle…" (Paul Verlaine), "Et si la mort était joyeuse" (Susie Morgenstern), pour voix et piano, par Marie Oppert et Antoine Préat
- 2024 : "Le Roi qui n'aimait pas la musique", version pour récitant et orchestre, par Pierre Desvigne et L'Orchestre National des Pays de la Loire

## Publications
- Karol Beffa, Comment parler de musique ? : [leçon inaugurale prononcée le 25 octobre 2012], Paris, Collège de France/Fayard, 6 février 2013, 64 p. (ISBN 978-2-213-67200-7, lire en ligne)
- Karol Beffa et Cédric Villani, Les coulisses de la création, Paris, Flammarion, 14 novembre 2015, 256 p. (ISBN 978-2-08-136070-9)
- Karol Beffa, György Ligeti, Paris, Fayard, 18 mai 2016, 464 p. (ISBN 978-2-213-70124-0). (Prix René-Dumesnil de l'Académie des Beaux-Arts, Grand Prix des Muses-France musique)
- Karol Beffa (dir.), Les nouveaux chemins de l’imaginaire musical, Paris, Collège de France, coll. « Conférences », 2016 (ISBN 978-2-7226-0433-9, lire en ligne)
- Karol Beffa, De quelques bons et mauvais usages de l’imposture en musique comme ailleurs, revue Approches, juin 2016  (ISBN 978-29-19630-17-2)
- Karol Beffa, Parler, composer, jouer : Sept leçons sur la musique, Paris, Seuil, 9 mars 2017, 240 p. (ISBN 978-2-02-135234-4)
- Sylvain Tesson, Luc Ferry, Michela Marzano, Claudia Senik, Boris Cyrulnik, Leili Anvar et Karol Beffa, Sept voix sur le bonheur, Paris, Les Equateurs, 23 février 2017, 179 p. (ISBN 978-2-84990-493-0)
- Karol Beffa, Diabolus in Opéra : composer avec la voix, Paris, Alma, coll. « Concerto », janvier 2018, 184 p. (ISBN 978-2-36279-253-3)
- Karol Beffa, Par volonté et par hasard : Théorie et pratique de la création musicale, Paris, Éditions de la Sorbonne, coll. « Itinéraires », 2018, 213 p. (ISBN 979-10-351-0048-3, lire en ligne)
- János Garay (trad. du hongrois par Guillaume Métayer, préf. Karol Beffa, postface Guillaume Métayer), Háry János, le vétéran : Poème original de János Garay, Paris, éditions du félin, 14 juin 2018, 72 p. (ISBN 978-2-86645-876-8)
- Karol Beffa et Jacques Perry-Salkow, Anagrammes à quatre mains. Une histoire vagabonde des musiciens et de leurs œuvres, Actes Sud, novembre 2018. (Prix Pelléas - Radio classique 2019)
- Karol Beffa, Aleksi Cavaillez et Guillaume Métayer, Ravel. Un imaginaire musical, roman graphique, Seuil/Delcourt, août 2019 (mention spéciale du jury du Prix Livres & Musiques de Deauville 2020)
- Karol Beffa, Emanuele Coccia, Charline Coupeau, Erik Gonthier, Julia Hetta, Amin Jaffer, Dominique Jakob, Marc Jeanson, Brendan MacFarlane, Frédéric Malle, Carole Martinez, Sophie Pelletier, Evelyne Possémé, Benoît Repellin, Joana Vasconcelos, L'Âme du bijou, Paris, Flammarion, 13 octobre 2021, 288 p. (et traduction anglaise sous le titre The Soul of Jewellery, Paris, Flammarion)
- Karol Beffa, Saint-Saëns au fil de la plume, Paris, Premières Loges, 24 novembre 2021, 300 p.
- Karol Beffa, L'autre XXe siècle musical, Paris, Buchet-Chastel, 2022, 240 p.
- Karol Beffa et Guillaume Métayer, Le Mystérieux Boléro. Sol et Rémi avec Ravel, Paris, Seghers, 2022, 100 p.
- Karol Beffa et Guillaume Métayer, Le Bal au clair de lune. Sol et Rémi avec Beethoven, Paris, Seghers, 2022, 100 p.
- Karol Beffa et Guillaume Métayer, Le Château de Monsieur Gymnopède. Sol et Rémi avec Satie, Paris, Seghers, 2023, 100 p.
- Karol Beffa, Bernard Herrmann, Paris, Actes Sud, 2024, 176 p.
- Karol Beffa et Guillaume Métayer, Camille Benoit critique musical, Paris, La rumeur libre, 2024, 352 p.
- Karol Beffa, Camille Benoit compositeur, Paris, La rumeur libre, 2024, 128 p.
- Karol Beffa, Ravel, Paris, Les Equateurs/France Musique, 2025, 224 p.
- Karol Beffa, Erik Satie de A à Z. Un musicien à la plume fantasque, Paris, Flammarion, 2025, 256 p.

## Filmographie
Karol Beffa a eu une carrière d'acteur, entre 1981 (7 ans) et 1989 (14 ans). Depuis, il a joué des rôles secondaires dans quelques productions.

### Cinéma
- 1983 : Femmes de personne, de Christopher Frank : Arnaud, le fils de Marthe Keller et Pierre Arditi
- 1984 : La Septième Cible, de Claude Pinoteau : le petit Pierre, le fils de Lino Ventura dans son dernier film (édition DVD)
- 1987 : Dernière Fugue, de Miguel Vassy
- 2007 : Sur ta joue ennemie, de Jean-Xavier de Lestrade : un médecin
- 2013 : Je ne suis pas mort, de Mehdi Ben Attia : le professeur Berthier
- 2019 : Le Chant du loup, de Antonin Baudry : un officier de marine
- 2022 : Un jour fille, de Jean-Claude Monod : un journaliste
- 2023 : Crush, de Sonia Buchman : Eric

### Télévision
- 1981 : L’Enfant de cœur, de Jacques Cornet : Jean-Baptiste
- 1982 : Délit de fuite, de Paul Seban : Jean enfant, le fils d’Aurore Clément et Jean-Luc Bideau
- 1982 : Mozart, de Marcel Bluwal : Mozart enfant (édition DVD)
- 1982 : Paris-Saint-Lazare, de Marco Pico : un fils Belleau
- 1982 : Le Crime de Pierre Lacaze, de Jean Delannoy
- 1983 : Dans la citadelle, de Peter Kassovitz : Jérôme Barjols, le fils de Claude Rich
- 1983 : Merci Sylvestre, de Serge Korber : Gaspard
- 1984 : Camille ma sœur, d'Olivier Descamps : Olivier
- 1984 : Image interdite, de Jean-Daniel Simon : Tommy Guy
- 1984 : Quidam, de Gérard Marx
- 1989 : Les Millionnaires du jeudi, de Claude Grinberg
- 2015 : Silex and the City (épisode « Les piano-sapiens »), de Jul : le professeur de piano (voix)

### Au théâtre
- 1983 : La Bonne Âme du Se-Tchouan, de Bertolt Brecht, mise en scène de Giorgio Strehler
- 1984 : Liberté à Brême, de Rainer Werner Fassbinder, mise en scène de Jean-Louis Hourdin
- 1985 : Grand-père de Remo Forlani, mise en scène de Michel Fagadau : le petit-fils
- 1985-86 : La Tragédie de Macbeth de William Shakespeare, mise en scène Jean-Pierre Vincent : le jeune Macduff
- 2023 : Henriette et le Mont géant de Julia de Gasquet et Mélanie Traversier : le pianiste

### À l’opéra
- 1983 : Let’s Make an Opera et Le Petit Ramoneur, de Benjamin Britten
- 1983 : Le Garçon qui a grandi trop vite, de Gian Carlo Menotti

Radiodiffusion
Karol Beffa intervient dans l’émission sur Radio-Classique « Bande à part » le dimanche matin.

## Distinctions

### Décorations
- Commandeur de l'ordre des Arts et des Lettres[28] en 2021 ; il est promu au grade d’officier par l’arrêté du 13 février 2015[29].
- Médaille Bene Merito de la république de Pologne décernée en 2013.
- Chevalier de l'ordre national du Mérite en 2012.
- Chevalier de la Légion d'honneur (2022)[30]

### Récompenses
- 2013 : compositeur de l'année aux Victoires de la musique classique.
- 2016 : Grand prix lycéen des compositeurs ainsi que le prix décerné par les professeurs de musique de ce même concours[31].
- 2017 : Grand Prix de la musique symphonique de la SACEM pour l'ensemble de sa carrière[32].
- 2018 : compositeur de l'année aux Victoires de la musique classique.
- 2019 : Prix Pelléas avec Jacques Perry-Salkow pour leur ouvrage Anagrammes à quatre mains, Actes Sud[33].